# 鈴芽
鈴芽（すずめ、1998年11月27日 - ）は、日本の女性プロレスラー。茨城県出身。東京女子プロレス所属。血液型A型。

## 経歴
2019年
- 4月6日、王子BASEMENT MONSTAR大会のリング上で「練習生イズミ（仮）」として紹介される。
- 7月6日、8月25日後楽園ホール大会でデビューすると発表される[1]。
- 8月12日、レッスル武闘館で行われたUNIVERSE会員限定興行「プレ東京女子プロレス。3」で先にデビューした同期の舞海魅星を相手にエキシビションマッチを行う[2]。
- 8月14日、ハロー！プロジェクト・オフィシャルショップ『ハロショ秋葉原店』で行われたイベントでリングネームが「鈴芽」に決定したと発表[3]。
- 8月25日、東京・後楽園ホール「BRANDNEW WRESTLING 3～誰よりも最強！～」大会で対中島翔子＆里歩戦でデビュー（パートナーは舞海魅星）[4]。

2020年
- 1月4日、後楽園ホール大会の対桐生真弥＆汐凛セナ戦で汐凛セナより自力初勝利（パートナーは猫はるな）[5]。
- 1月18日、板橋グリーンホール大会で汐凛セナからシングル初勝利[6]。
- 9月14日、同期の舞海魅星とのタッグ名を「BeeStar」とすることを発表[7]。

2021年
- 5月4日、後楽園ホール大会にて沙希様＆メイ・サン＝ミッシェルの持つプリンセスタッグ王座に舞海とのタッグBeeStarとして挑戦するも敗北。
- 10月9日、大田区総合体育館大会にてデビュー戦の相手である中島翔子＆里歩と約2年ぶりに対戦（パートナーは遠藤有栖）[8]。

2022年
- 4月9日、後楽園ホール大会にて坂崎ユカ＆瑞希の持つプリンセスタッグ王座に遠藤有栖とのタッグ「でいじーもんきー」で挑戦するも敗北。
- 5月26日、我闘雲舞・新宿FACE大会のメインイベントにて駿河メイとシングルマッチで対戦。初のCyberFight系列外団体への参戦となる。

2024年
- 3月31日、両国国技館大会にて水波綾＆愛野ユキの持つプリンセスタッグ王座に「でいじーもんきー」で挑戦し勝利、第16代王者となる。

2024年
- 1月4日、後楽園ホール大会にて荒井優希の保持するインターナショナル・プリンセス王座に挑戦し勝利、第15代王者となる。

## 人物
- 友達に誘われて観戦した東京女子プロレスのファンになり、辰巳リカに憧れてプロレスラーになることを志す。地元の仕事をやめて上京し、2019年に東京女子プロレスに入門。約7ヵ月の練習生期間を経て8月25日、後楽園ホール大会でデビュー。
- 「すずめ」は鳥のスズメではなくスズメバチのイメージ。また「芽が出て育っていく」イメージと「スズメバチみたいに強く」「毒針とか持って危険なイメージがあるので。一撃で刺す感じ」[9]という意味が込められている。
- コスチュームは本人がデザインしたものである。

## 得意技
リング・ア・ベル
RKO。主なフィニッシャー。
スプリング・リング・ア・ベル
リング内からセカンドロープに飛び乗り、そのまま後方に飛んで仕掛けるリング・ア・ベル。オスカッターと同型。
スリーパーホールド
ハチノス・エイトノット
変形のグラウンド卍固め。
ミカヅキ流星群
手を広げないフォームのダイビングボディアタック。
フェイスクラッシャー
高さを出すためにタッグパートナーに投げ上げられる、相手の太ももを踏み台にする、セカンドロープから飛びつく、コーナートップを蹴り反転して仕掛けるなどのバリエーションを持つ。
ヘッドシザーズ・ホイップ
ドロップキック
トゥインクル
正面から走りこんで相手の腕をとらえつつターンし、逆さ押さえ込みに行くと見せかけてそのまま相手の周りをもう1周して姿勢を低くしつつ再度相手の背後に回りスクールボーイを仕掛ける。名称は2021年2月4日のニコニコプロレスチャンネルにおける東京女子プロレス録画中継にて発表。
十字架固め
長座した相手の横後方から手足を絡め前転して押さえ込む。2022年の東京プリンセスカップではこの技で先輩の辰巳リカから勝利を挙げている。

## タイトル歴
東京女子プロレス
- 第13代インターナショナル・プリンセス王座
- 第16代プリンセスタッグ王座（パートナーは遠藤有栖）

DDTプロレスリング
- 第1752代アイアンマンヘビーメタル級王座

## 入場曲
SPRING
作曲：マサキ